# Padroado
Das Padroado (portugiesisch für Patronat) war ein Arrangement zwischen dem Heiligen Stuhl und dem Königreich Portugal zur Missionierung neu eroberten Territoriums seitens der portugiesischen Krone. Die Grundlage dazu bildete die Bulle Ad ea ex quibus (1319), in welcher der Papst den Christusorden als Nachfolger für den portugiesischen Besitz des aufgehobenen Templerordens bestätigte und ihn der Jurisdiktion der Krone unterstellte. Unter Heinrich dem Seefahrer entwickelte sich dieser Orden zu einer wichtigen Stütze seiner Expansionspolitik. 
In insgesamt 69 päpstlichen Bullen wurde der weltliche und geistliche Anspruch des Christusordens zur Eroberung und Missionierung nicht-christlicher Territorien spezifiziert. Vorrangig zu nennen ist die Bulle Romanus Pontifex, welche Portugal ein Handelsmonopol für den Seeweg nach Indien gewährte, sowie die Bulle Inter caetera, in welcher die kirchliche Jurisdiktionsgewalt ab dem Kap Bojador bis Indien dem Christusorden übertragen wurde.
In der Bulle Dum fidei constantiam (1514) wurden die Rechte der portugiesischen Krone erneut erweitert. So durfte der König nun die Bischofssitze in den eroberten Gebiete besetzen, freilich wurde er auch in die Pflicht genommen, diese Gebiete zu missionieren. Durch die Bulle Inter ceterae bzw. den Vertrag von Tordesillas wirkte sich diese Regelung nicht nur auf die afrikanischen und asiatischen Kolonien Portugals, sondern auch auf die Kolonien in Südamerika aus. In der Bulle Pro excellenti praeeminentia (1514) wurde die Jurisdiktionshoheit des Christusordens über die Überseeterritorien aufgehoben und der neu errichteten Diözese Funchal auf Madeira übertragen. 1534 wurde Funchal zum Metropolitansitz erhoben und ihm vier neu gegründete Diözesen unterstellt. Die flächenmäßig größte und kirchengeschichtlich bedeutsamste war die Diözese Goa, welche das gesamte Territorium vom Kap der guten Hoffnung bis Japan umfasste. Allerdings war sie von vorneherein auf portugiesischen Besitz beschränkt, was den geistlichen Einfluss Portugals auf Kolonien anderer europäischer Mächte begrenzte.
Letzten Endes wirkte sich das Padroado  eher zum Nachteil für die Missionsbemühungen der Kirche aus. Durch die sehr enge Verquickung weltlicher und geistlicher Macht wurde die Mission weniger angenommen als in den spanischen Kolonien, in welchen die Kirche weitaus unabhängiger agieren konnte. Zudem befanden sich die portugiesischen Kolonien meist in höher entwickelten Regionen und waren daher meist eher Handelsstationen mit begrenztem Territorium als ein flächendeckendes Kolonialreich. Auch der politische Niedergang Portugals nach dem Aussterben der Dynastie von Aviz im 16. und 17. Jahrhundert führte zu Schwierigkeiten in der Missionsarbeit.